# Allgemeines Heeresamt

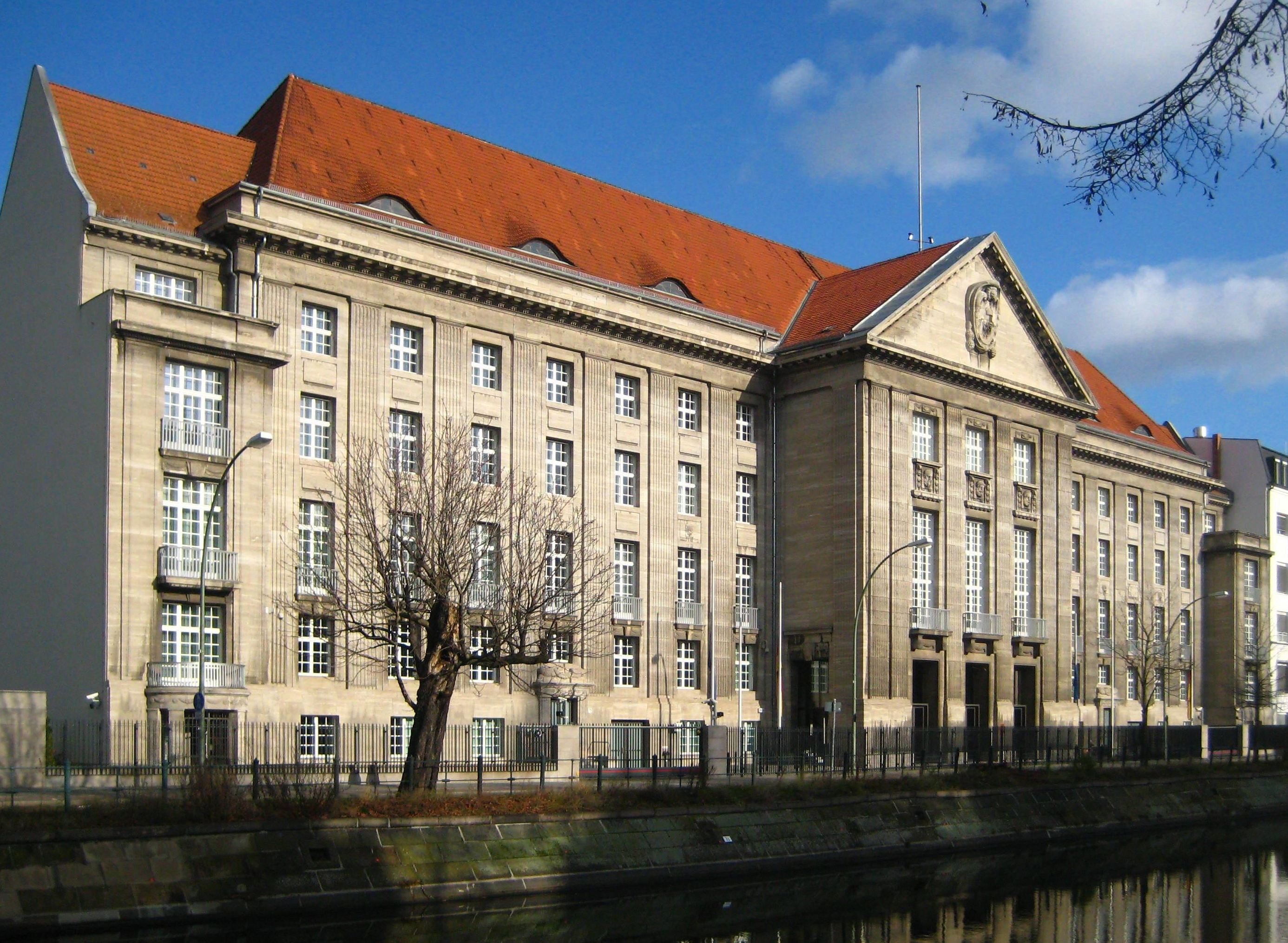
Das Allgemeine Heeresamt befand sich im Ostflügel des Bendlerblocks (Foto der Südfassade am Landwehrkanal, 2009)

Das Allgemeine Heeresamt (Abkürzung: AHA) war vor und während des Zweiten Weltkriegs eine Behörde der deutschen Wehrmacht. Es unterstand dem Chef der Heeresrüstung und Befehlshaber des Ersatzheeres (Chef H Rüst u BdE), einer Dienststelle im Oberkommando des Heeres (OKH). Dienstsitz war der Ostflügel des Bendlerblocks (Bild) in Berlin-Tiergarten.

## Gliederung
Chef des AHA war ab 20. Februar 1934 der zunächst Oberst und spätere Generaloberst Friedrich Fromm (1888–1945). Im Februar 1940 folgte ihm General Friedrich Olbricht (1888–1944).
Das Allgemeine Heeresamt, bis April 1934 Wehramt genannt, gliederte sich in eine Reihe von Abteilungen, von denen die meisten als Inspektionen bezeichnet wurden und mit arabischen Zahlen nummeriert waren. Neben der Zentralabteilung (Z), der Heereshaushaltsabteilung (H.Haush.), der Heeresrechtsabteilung (H.Recht), der Amtsgruppe Ersatz- und Heerwesen (AG E/H) sowie den Abteilungen Ersatzwesen (E), Heerwesen (H) und Heeresbekleidung (Bekl.) waren dies die folgenden Inspektionen (In):
- Kriegsschulen (In 1)
- Infanterie (In 2)
- Reit- und Fahrwesen (In 3)
- Artillerie (In 4)
- Pioniere (In 5)
- Panzertruppe, Kavallerie u. Heeresmotorisierung (In 6)
- Nachrichtentruppe (In 7)
- Fahrtruppe (In 8)
- Nebeltruppe, Gasabwehr und Luftschutz (In 9), später dem General der Nebeltruppe unterstellt
- Eisenbahnpioniere (In 10)
- Technische Truppen (In 11)
- Kraftfahrwesen (In 12)
- Heeres-Flakartillerie (In 13)
- ab September 1942: Inspektion der Festungen (In Fest) aus In 5 ausgegliedert
- Heeressanitätsinspektion (S In)
- Veterinärinspektion (V In)
- Feldzeuginspektion (Fz In)

Die Inspektionen waren weiter in Gruppen unterteilt, die mit römischen Zahlen bezeichnet wurden, und schließlich in Referate. Von besonderer Bedeutung war die Inspektion 7 Gruppe VI (OKH In 7/VI), also die Gruppe VI der Inspektion Nachrichtentruppe des AHA im OKH. Dabei handelte es sich um die kryptanalytische Gruppe des Heeres, also einem Pendant zu OKW/Chi, der Chiffrierabteilung des Oberkommandos der Wehrmacht (OKW).
Die Abteilungen In 5 und In 10, später auch In Fest, waren ab 1939 dem General der Pioniere und Festungen im Oberkommando des Heeres dienstlich zugeordnet.